# Tháng 9 năm 2004
2004: Tháng 1 - tháng 2 - tháng 3 - tháng 4 - tháng 5 - tháng 6 - tháng 7 - tháng 8 - tháng 9 - tháng 10 - tháng 11 - tháng 12

## Thứ bảy, ngày25 tháng 9năm2004
- Mùa bão ở Đại Tây Dương (2004): Bão Jeanne mạnh lên khi tràn qua quần đảo Bahama phía bắc. Nó sẽ tiến vào đất gần Fort Pierce, Florida tối nay hay sáng chủ nhật. Khoảng ba triệu người bắt buộc phải rời bỏ nhà do nguy hiểm ở Florida. (Reuters) Lưu trữ ngày 12 tháng 10 năm 2004 tại Wayback Machine
- Xe ủi đất của Israel ủi xuống nhà trong trại tỵ nạn Khan Yunis tại dải Gaza, một ngày sau vữa ném ra từ trại đó giết một người chiếm đóng. Người phát ngôn của Liên Hợp Quốc thông báo là hơn 200 người Palestines mất chỗ ở. (BBC)
- Xung đột Iraq:
  - Oanh tạc của Mỹ tại thành phố Falluja ở Iraq phá hủy vài ngôi nhà. Quân đội Mỹ thông báo là không có dân thường trong khu vực này, tuy nhiên phát ngôn viên của bệnh viện nói là có ít nhất tám dân thường bị giết, và truyền hình TV chiếu cảnh người sống sót được kéo ra khỏi một ngôi nhà bị tàn phá. (BBC)
  - Richard Armitage, Thứ trưởng Bộ Ngoại giao Mỹ, phát biểu chắc chắn sẽ có bầu cử vào tháng 1 tại tất cả các khu vực của Iraq, điều này phủ nhận phát biểu trước đó của Donald Rumsfeld là bầu cử có thể chỉ sẽ tiến hành được tại những khu vực bảo đảm an ninh. (BBC)

## Thứ tư, ngày22 tháng 9năm2004
- Chuyên gia và quan chức của Interpol cũng như đại diện của 19 quốc gia gặp nhau vào thứ ba ở Burkina Faso để thảo luận chiến lược chống khủng bố và tội ác ở Châu Phi. Những nước tham dự có Pháp, Hoa Kỳ, Anh, Maroc, Algérie, Ai Cập, Thổ Nhĩ Kỳ, Sénégal, Burkina Faso, Tchad, Sudan, Côte d'Ivoire, Lesotho, Zimbabwe, Campuchia, Bénin, Burundi, Togo và Mauritanie. (Independent Online) Lưu trữ ngày 14 tháng 3 năm 2007 tại Wayback Machine
- Brasil, Đức, Ấn Độ và Nhật Bản thông báo trong bản tuyên bố chung là họ thỏa thuận với nhau để sửa đổi cơ cấu Liên Hợp Quốc, nhằm giữ một ghế thường trực trong Hội đồng Bảo an Liên Hợp Quốc cho ít nhất là một trong bốn nước đó. (ABC News)
- Mùa bão Đại Tây Dương: Những phần còn lại của cơn bão Ivan, sau khi tràn qua Vịnh Mexico, đã trở thành xoáy tụ nhiệt đới (tropical depression); cơn bão đã đi vào khu vực giữa hai bang Texas-Louisiana vào tối thứ sáu 24 tháng 9. (NHC/NOAA)
- Quân đội Mỹ bãi bỏ việc buộc tội gián điệp cho phi công Mỹ gốc Syria Ahmad al Halabi sau khi ông này nhận bốn tội nhỏ hơn. Quan toà bác chứng cứ của bên nguyên do việc sử dụng chứng pháp lý sai và không sửa lỗi dịch nhầm văn kiện quan trọng. (Reuters) Lưu trữ ngày 5 tháng 1 năm 2005 tại Wayback Machine

## Sự kiện tháng qua
2004: Tháng 1 – tháng 2 – tháng 3